# 瑟丁贝格
瑟丁贝格是奥地利施蒂利亚州福伊茨贝格县的一个市镇。总面积16.06平方公里，总人口862人，人口密度53.7人/平方公里（2005年）。